# Beker van de kroonprins van Qatar
De beker van de kroonprins van Qatar is een bekertoernooi in Qatar voor de vier beste voetbalclubs uit de Qatari League na elk seizoen.

## Winnaars
| Seizoen | Winnaar     | Eindstand         | Runner-up   |
| ------- | ----------- | ----------------- | ----------- |
| 1994/95 | Al-Rayyan   | 1 - 0             | Al-Arabi    |
| 1995/96 | Al-Rayyan   | 2 - 0             | Al-Wakrah   |
| 1996/97 | Al-Arabi    | 0 - 0 (pen 4 - 3) | Al-Rayyan   |
| 1997/98 | Al-Sadd     | 3 - 2             | Al-Arabi    |
| 1998/99 | Al-Wakrah   | 2 - 1             | Al-Gharrafa |
| 1999/00 | Al-Gharrafa | 0 - 0 (pen 9 - 8) | Al-Rayyan   |
| 2000/01 | Al-Rayyan   | 5 - 0             | Al-Arabi    |
| 2001/02 | Qatar SC    | 2 - 0             | Al-Gharrafa |
| 2002/03 | Al-Sadd     | 2 - 0             | Al-Gharrafa |
| 2003/04 | Qatar SC    | 2 - 1             | Al-Sadd     |
| 2004/05 | Al-Khor     | 2 - 1             | Al-Wakrah   |
| 2005/06 | Al-Sadd     | 2 - 1             | Qatar SC    |
| 2006/07 | Al-Sadd     | 2 - 1             | Al-Gharrafa |
| 2007/08 | Al-Sadd     | 1 - 0             | Al-Gharrafa |